# Podlešínská skalní jehla
Přírodní památka Podlešínská skalní jehla byla vyhlášena v roce 1987 a nachází se u obce Podlešín v okrese Kladno, na okraji pole jihovýchodně od zmíněné vesnice, zhruba 700 metrů vzdušnou čarou směrem na východ od železniční stanice Podlešín.

## Předmět ochrany
Předmětem ochrany je výrazná izolovaná pískovcová skalní věž, vzdáleně připomínající přírodní výtvory známé z východočeských skalních měst, avšak její původ je staršího data, neboť je budována karbonskými uloženinami. Z hlediska botanického či zoologického není lokalita nikterak pozoruhodná.
Bizarně zvětralý skalní útvar o půdorysu přibližně 6×(2–3) m, ploše 17 m² a výšce 8 metrů je tvořen pískovcem, přesněji ledeckou arkózou svrchnokarbonského stáří. Jemnozrnná sedimentární hornina místy obsahuje až jeden centimetr velké valounky křemene. Největší dutiny jsou na jižní straně útvaru zhruba v polovině jeho výšky. Na některých místech je povrch skály tvořen černou kůrou, vzniklou reakcí oxidu uhličitého a siřičitého s uhličitanem vápenatým ze sedimentu. Místy vytváří rozpuštěný uhličitan vápenatý krajky a náteky. Původní lidový název věže je Žiďák 
(též Židovský kámen). V okolí skalní věže i v lese na sever od ní vycházejí na povrch podobné skalní útvary z ledeckých arkóz, avšak nejsou natolik výrazné jako zmíněná přírodní památka.
Podle vymezení hranic přírodní památky odvozeného podle vyhlašovací dokumentace leží skála paradoxně zcela mimo plochu PP, přibližně 10 m severozápadně od jejího nezápadnějšího cípu.

## Přístup
K Podlešínské skalní jehle se lze dostat po polních cestách z Podlešína či z Želenic.
Přímo u jehly je odpočinkové místo s lavičkami, stolem, odpadkovým košem a ohništěm. Skála je sice evidována jako horolezecký terén, ovšem v současné době je zde jakákoliv horolezecká činnost zakázána. S ohledem na malou výšku, měkkou horninu a umělé stupy v náhorní stěně je objekt z horolezeckého hlediska stejně málo zajímavý. Největší ohrožení skalního útvaru tak podle  představují „dětské hry“, resp. pokusy nedisciplinovaných návštěvníků o nešetrné lezení na vrchol. S ohledem na polohu památky v málo navštěvované oblasti, navíc mimo turistické značky (někdejší modře značená turistická trasa, vedoucí poblíž, byla zrušena), turistický ruch skálu prozatím nijak výrazněji neohrožuje. Návštěvu lokality je vhodné plánovat s ohledem na počasí, neboť po deštích bývají přístupové komunikace velmi blátivé.